# یوآن سیلویو سوچیو
یوآن سیلویو سوچیو (به انگلیسی: Ioan Silviu Suciu) ژیمناست زادهٔ ۲۴ نوامبر ۱۹۷۷ میلادی اهل کشور رومانی است.